# ピーナッツ・ハッコー
ピーナッツ・ハッコー（Peanuts Hucko、1918年4月7日 - 2003年6月19日）は、アメリカのミュージシャン。クラリネット奏者、アルト・サクソフォーン奏者、テナー・サクソフォーン奏者である。ザ・ピーナッツのヒット曲「可愛い花」（シドニー・ベシェ作曲）を、「小さな花」のタイトルで発表したことで、日本ではよく知られている。

## 来歴
ニューヨーク州シラキュースに生まれる。初期は優れたテナー・サクソフォーン奏者であったが、1940年代にはテナー・サクソフォーンの演奏をやめた。クラリネット奏者としてはディキシーランド・ジャズやスウィング・ジャズで魅力を発揮した。16歳の時に自分のクラリネットを持ってはいたが、晩年になるまで演奏はしなかった。20～25歳の時、上手なミュージシャンと職業として演奏していた。そのときに、アルト・サクソフォーンからテナー・サクソフォーンへ転向した。というのは、テナー・サクソフォーンの方がジャズにより適していると考えたからである。

## ディスコグラフィ

### リーダー・アルバム
- Peanuts Hucko (1954年、Epic)
- Stealin' Apples (1983年、Zodiac)
- Swing That Music (1992年、Star Line)

### 参加アルバム
ルース・ブラウン
- Ruth Brown (1957年、Atlantic)

アル・コーン
- The Sax Section (1956年、Epic)

Alex Welsh & his band
- Peanuts Hucko Vol.1  (2002年、Lake Records)
- Peanuts Hucko Vol.2  (Lake Records)